# سی‌سی‌پی گیمز
سی‌سی‌پی گیمز (انگلیسی: CCP Games) شرکت بازی ویدئویی ایسلندی است، که در سال ۱۹۹۷ تأسیس شد.